# Crni biseri (1958.)
Crni biseri je crno-bijeli film u hrvatsko-bosanskohercegovačko-srbijanskoj koprodukciji iz 1958. godine. Režirao ga je Toma Janić, a scenarij je napisao Jug Grizelj. Film je socijalna drama čija je tema maloljetnička delikvencija. Film je snimljen na Korčuli. Glavna lokacija je bio mali otok Badija, na kojem se nalazi franjevački samostan, koji je bio glavna lokacija u filmu.

## Radnja
Radnja filma prati pokušaje učitelja u kazneno-popravnom domu smještenom na otoku Badiji kod Korčule, da pozitivno utječe na živote „crnih bisera“, grupice dječaka-štićenika doma, koje uprava smatra nepopravljivim.
Dječaci ubrzo upoznaju Marsovca, turistu koji im predlaže da poprave stari nasukani brod i krenu njime u svijet. Kada oduševljeno pristupe ostvarenju ove primamljive zamisli, otkrivaju da je Marsovac, koji je ubrzo zadobio njihove simpatije, u stvari, novi upravnik Marko. Suočeni sa zabranom rada na brodu i brojnim posljedicama njihovih nestašluka dječaci čine sve kako bi dokazali novom upravniku da se nije prevario u njima.

## Uloge (izbor)
- Severin Bijelić - Marko, novi upravnik popravnog doma
- Mihajlo Viktorović - Spira, odgajatelj
- Milan Ajvaz - Šjor Toni
- Zeno Hackl - načelnik općine
- Predrag Džudović - dječak iz popravnog doma
- Slobodan Džudović - dječak iz popravnog doma
- Vladimir Hakac
- Zoran Ibišbegović - dječak iz popravnog doma
- Milivoje Jevremović - dječak iz popravnog doma
- Rajko Jovanović - dječak iz popravnog doma

## Popularna kultura
Film je bio inspiracija za naziv srbijanskog glazbenog sastava Crni biseri.

## Vanjske poveznice
- Crni biseri u internetskoj bazi filmova IMDb-a